# Drama Queen (DQ-låt)
Drama Queen var Danmarks låt i Eurovision Song Contest 2007. Den sjöngs av sångaren DQ i semifinalen den 10 maj i Helsingfors, där bidraget slutade på 19:e plats med 45 poäng  och slogs ut.

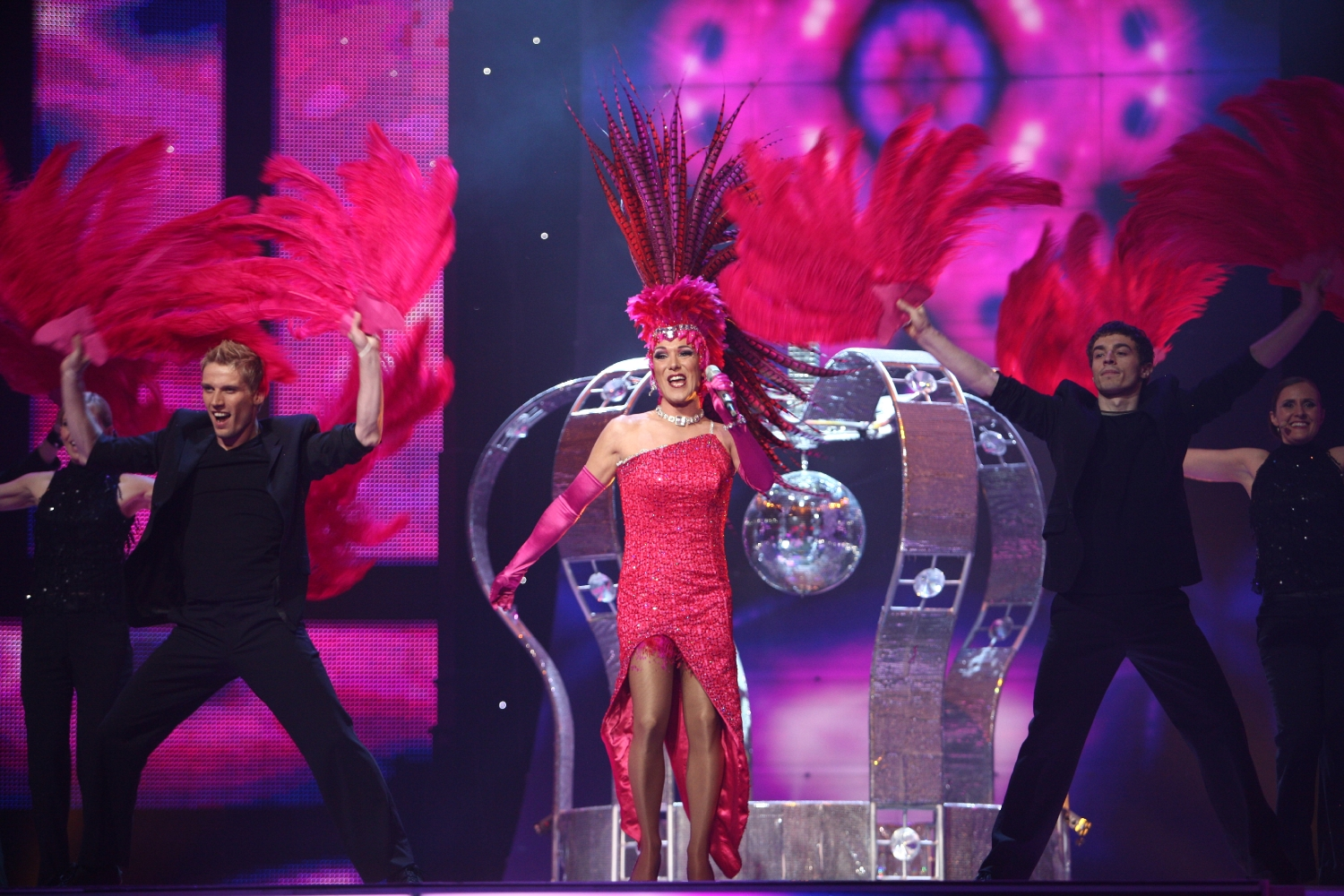

Det bidrag som skulle tävla för Danmark valdes ut den 10 februari 2007 vid Dansk Melodi Grand Prix 2007. Drama Queen kvalificerade sig till den danska finalen genom att den var wildcard. Låten tävlade på startnummer 10. På grund av Danmarks låga placering i Eurovision Song Contest 2006 skulle bidraget först tävla i semifinalen innan det eventuellt gick vidare till den stora finalen.